# Cixius circula
Cixius circula är en insektsart som beskrevs av Tsaur 1991. Cixius circula ingår i släktet Cixius och familjen kilstritar. Inga underarter finns listade i Catalogue of Life.